# Municipio de Wilson (condado de Cass)
El municipio de Wilson (en inglés: Wilson Township) es un municipio ubicado en el condado de Cass en el estado estadounidense de Minnesota. En el año 2010 tenía una población de 645 habitantes y una densidad poblacional de 13,94 personas por km².

## Geografía
El municipio de Wilson se encuentra ubicado en las coordenadas 46°41′12″N 94°23′25″O / 46.68667, -94.39028. Según la Oficina del Censo de los Estados Unidos, el municipio tiene una superficie total de 46.29 km², de la cual 45,93 km² corresponden a tierra firme y (0,77 %) 0,35 km² es agua.

## Demografía
Según el censo de 2010, había 645 personas residiendo en el municipio de Wilson. La densidad de población era de 13,94 hab./km². De los 645 habitantes, el municipio de Wilson estaba compuesto por el 96,12 % blancos, el 0,31 % eran afroamericanos, el 1,4 % eran amerindios, el 0,47 % eran asiáticos, el 0,31 % eran de otras razas y el 1,4 % eran de una mezcla de razas. Del total de la población el 0,78 % eran hispanos o latinos de cualquier raza.